# Antropomorfismo moe

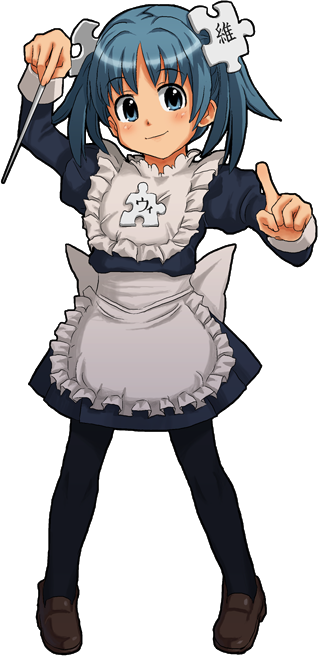
A Wikipe-tan, representação visual da Wikipédia em forma humana com traços moe.

Antropomorfismo moe ou Moe gijinka (萌え擬人化, lit. antropomorfismo moe) é a representação visual daquilo que não é humano, como objetos, veículos, animais ou ideias, em forma humana, geralmente no estilo do mangá e anime, grande parte desta tendência originou de círculos dōjin e a explosão da cultura moe. Parte do humor desta antropomorfização é a personalidade atribuída ao não humano, também causado por esta personificação ha um certo conforto em várias pessoas ao se deparar com tal representação, tornando este antropomorfismo em uma tendência em empresas japonesas, com o objetivo de aproveitar de tal efeito e de aproximar-se do público otaku, esta representação é  muito comum nas culturas otaku, um exemplo pode ser kemonomimi, personagens humanoides adornados com características de animais.